# ...And Then There Was X
...And Then There Was X – третій студійний альбом американського репера DMX, випущений 21 грудня 1999 року на лейблах Ruff Ryders Entertainment та Def Jam Recordings. 7 лютого 2001 року альбом був сертифікований 5-платиновим від RIAA. Альбом був номінований на премію «Греммі » за найкращий реп-альбом 2001 року.

## Про альбом

### Пісні
Першим синглом з альбому є пісня «What's My Name», який вийшов 28 грудня 1999 року і транслювався по телебаченню та радіо. Сингл дебютував під 67-м номером у чарті Billboard Hot 100.
Другим синглом став хіт «Party Up (Up in Here)», який допоміг альбому з продажами. Пісня стала найуспішнішим синглом DMX за весь час і дебютувала на 27-му рядку в Billboard Hot 100. Також альбом став більш значущим з такими треками, як «Fame» і «Here We Go Again», які є результатом емоційної суперечки протеже DMX'а, 'Shorty', який DMX перекладає як 'fucking up big time', залишаючи DMX на свавілля долі одного на вулицях.
Третім  синглом є трек під назвою «What These Bitches Want», в якому звучить гладкий вокал R&B зірки Sisqó, що має тематику про жінок. У радіо-версії ця пісня називається як «What You Want», До числа агресивних треків альбому входять «Don't You Ever", «Coming For Ya» і «The Professional».

### Відгуки критиків
Хоча ця робота не стала однією з найкращих робіт DMX, але ...And Then There Was X був добре прийнятий критиками та шанувальниками, проте деякі критики різко констатують факт, що на цьому альбомі не присутні пісні з релігійними та готичними відтінками та обкладинка менша страшна, ніж, наприклад, обкладинка альбому Flesh of My Flesh, Blood of My Blood.

### Комерційний успіх
Альбом дуже добре продавався, першого тижня було продано 698,000 копій. В результаті платівку було сертифіковано як 5х платиновий 7 лютого 2001 року від RIAA. Це найуспішніший альбомом DMX на сьогоднішній день. ...And Then There Was X дебютував під 1-м номером у Billboard 200, що робить DMX першим репером, чиї три альбоми поспіль дебютували на першому рядку. Станом на жовтень 2009 року в США було продано 4,9 млн. копій альбому.
.

### У популярній культурі
- Пісні «Angel», «D-X-L (Hard White)» та «Good Girls, Bad Guys» з'явилися у фільмі 2001 року за участю DMX під назвою «Наскрізні поранення».
- «Prayer III» використовувався Джоном Сіною при виході на ринг на Рестлманії XXVII.

## Список композицій
| #   | Назва                                                | Автор                                                                  | Продюсер(и)                                  | Тривалість |
| --- | ---------------------------------------------------- | ---------------------------------------------------------------------- | -------------------------------------------- | ---------- |
| 1.  | «The Kennel» (Intro)                                 |                                                                        |                                              | 0:36       |
| 2.  | «One More Road to Cross»                             | Earl Simmons Kasseem Dean                                              | Swizz Beatz                                  | 4:20       |
| 3.  | «The Professional»                                   | Simmons Anthony Fields                                                 | P. Killer Trackz                             | 3:35       |
| 4.  | «Fame»                                               | Simmons Damon Blackman                                                 | Dame Grease                                  | 3:37       |
| 5.  | «A Lot to Learn» (Skit)                              |                                                                        |                                              | 0:39       |
| 6.  | «Here We Go Again»                                   | Simmons Michael Gomez                                                  | DJ Shok                                      | 3:52       |
| 7.  | «Party Up (Up in Here)»                              | Simmons Dean                                                           | Swizz Beatz                                  | 4:28       |
| 8.  | «Make a Move»                                        | Simmons Fields                                                         | P. Killer Trackz                             | 3:33       |
| 9.  | «What These Bitches Want» (за участю Sisqó)          | Simmons Tamir Ruffin                                                   | Nokio                                        | 4:13       |
| 10. | «What's My Name»                                     | Simmons Irving Lorenzo Edward Hinson                                   | Self Service Irv Gotti                       | 3:52       |
| 11. | «More 2 a Song»                                      | Simmons Fields                                                         | P. Killer Trackz                             | 3:42       |
| 12. | «Don't You Ever»                                     | Simmons Dean                                                           | Swizz Beatz                                  | 3:48       |
| 13. | «The Shakedown» (Skit)                               |                                                                        |                                              | 0:35       |
| 14. | «D-X-L (Hard White)» (за участю The Lox і Drag-On)   | Simmons Blackman Jason Phillips David Styles Sean Jacobs Melvin Smalls | Dame Grease                                  | 4:21       |
| 15. | «Comin' for Ya»                                      | Simmons Dean                                                           | Swizz Beatz                                  | 4:02       |
| 16. | «Prayer III»                                         | Simmons                                                                |                                              | 2:00       |
| 17. | «Angel» (за участю Regina Belle)                     | Simmons Lorenzo                                                        | Irv Gotti                                    | 5:07       |
| 18. | «Good Girls, Bad Guys» (за участю Dyme) Bonus track) | Simmons Fields Charly Charles Randy Muller                             | P. Killer Trackz Charly "Shuga Bear" Charles | 3:55       |

## Позиції у чартах
| Чарт (1999)                         | Найвища позиція |
| ----------------------------------- | --------------- |
| Canadian Albums Chart               | 6               |
| German Albums Chart                 | 46              |
| Netherlands Albums Chart            | 64              |
| US Billboard 200                    | 1               |
| US Billboard Top R&B/Hip-Hop Albums | 1               |